# Ironman Mar del Plata
Der Ironman Mar del Plata ist eine erstmals 2017 in Argentinien im Südosten der Provinz Buenos Aires in Mar del Plata über die Ironman-Distanz (3,86 km Schwimmen, 180,2 km Radfahren und 42,195 km Laufen) ausgetragene Triathlon-Sportveranstaltung.

## Organisation
Der Ironman Mar del Plata ist Teil der Ironman-Weltserie der World Triathlon Corporation (WTC).
Mit dem „Halb-ISS-Triathlon“ (1,9 km Schwimmen, 90 km Radfahren und 21,1 km Laufen) und dem „Triathlon de Mar del Plata“ (seit 1998) wurden hier bereits zwei der bekanntesten Rennen in Südamerika ausgetragen. Das Rennen fand erstmals am 3. Dezember 2017 statt.

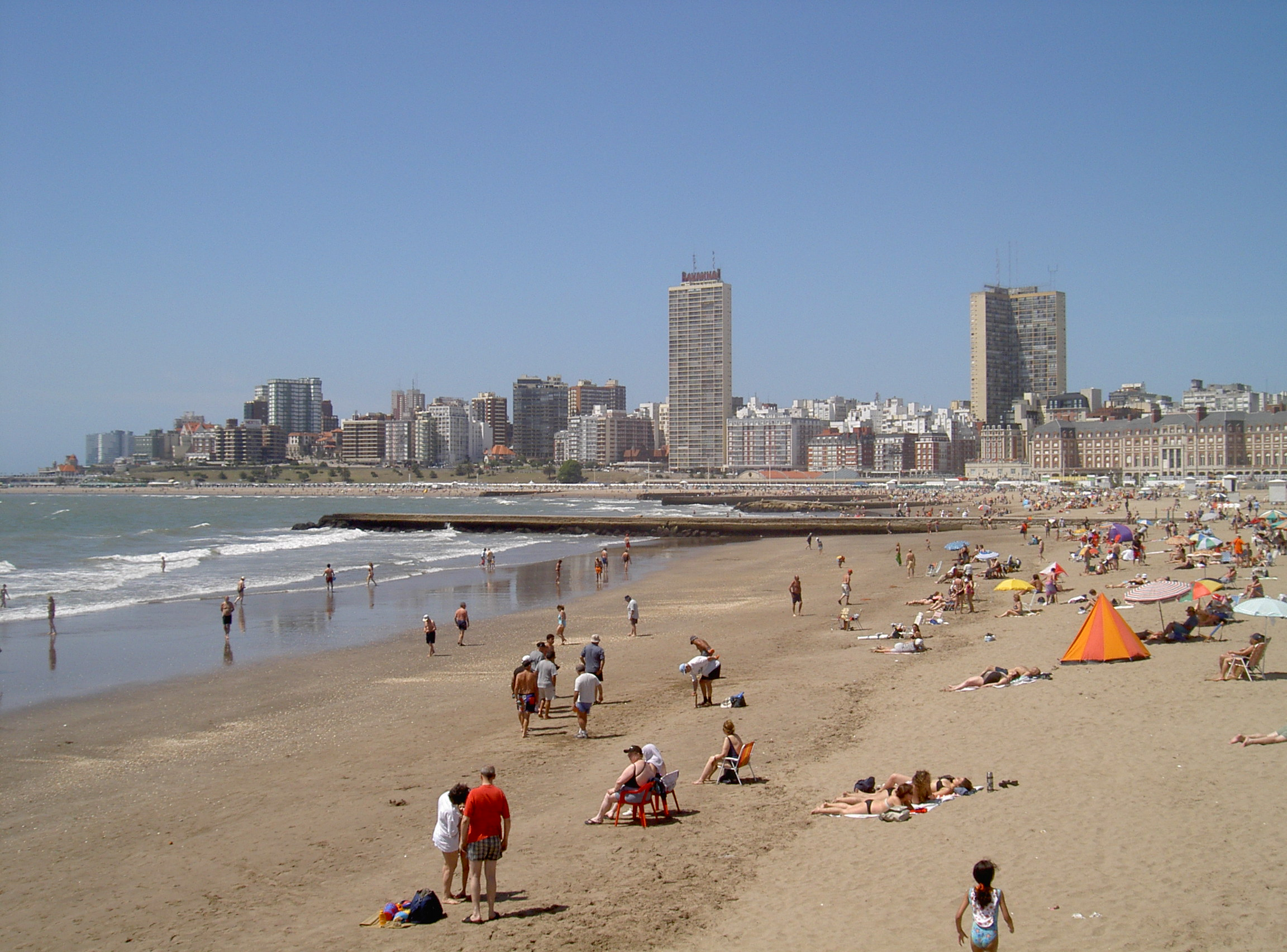
Strand im Zentrum von Mar del Plata

Amateure haben hier die Möglichkeit, sich für den Erwerb eines Startplatzes beim Ironman Hawaii zu qualifizieren, wozu 75 Qualifikationsplätze zur Verfügung stehen.
Profi-Triathleten, die um die 80.000 US-Dollar Preisgeld in Mar del Plata kämpfen, können sich für den mit insgesamt 650.000 US-Dollar ausgeschriebenen Wettkampf in Hawaii über das Kona Pro Ranking System (KPR) qualifizieren.
In Mar del Plata erhalten der Sieger und die Siegerin je 2000 Punkte, weitere Platzierte eine entsprechend reduzierte Punktzahl. Zum Vergleich: Der Sieger auf Hawaii erhält 8000 Punkte, die Sieger in Frankfurt, Texas, Florianópolis, Cairns und Port Elizabeth jeweils 4000, bei den übrigen Ironman-Rennen entweder 1000 oder 2000 Punkte.
Am 2. Dezember 2018 wurden im Rahmen des Rennens die South American Championships ausgetragen. Das Schwimmen musste aufgrund kalter Temperaturen auf 1,9 km verkürzt werden und es wurden in den verschiedenen Klassen 75 Startplätze für den Ironman Hawaii vergeben.
Die Schwimmstrecke musste 2019 ebenso um 800 Meter verkürzt werden.
Das letzte Rennen war hier bei der vierten Austragung am 4. Dezember 2022. 

## Siegerliste
| N ° | Datum/Jahr   | Männer             | Männer         | Männer                | Frauen               | Frauen                        | Frauen              |
| N ° | Datum/Jahr   | Erster Platz       | Zweiter Platz  | Dritter Platz         | Erster Platz         | Zweiter Platz                 | Dritter Platz       |
| --- | ------------ | ------------------ | -------------- | --------------------- | -------------------- | ----------------------------- | ------------------- |
| 4   | 4. Dez. 2022 | Tomás Galíndez -2- | Mauro Ferrando | Damián Falcone        | Lea Riccoboni        | Luisina Viletto               | Johana Pennella     |
| 3   | 1. Dez. 2019 | Tomás Galíndez     | Peter Pichnoff | Bruno Da Rocha Berger | Elizabeth Duncombe   | Ana Paula Lima Soares Barbosa | Pierangela Dezerega |
| 2   | 2. Dez. 2018 | Michael Weiss      | Matt Hanson    | Mario De Elias        | Sarah Crowley        | Susie Cheetham                | Minna Koistinen     |
| 1   | 3. Dez. 2017 | Matt Chrabot (SR)  | József Major   | Igor Amorelli         | Sarah Piampiano (SR) | Tine Deckers                  | Magali Tisseyre     |

| South American Championship |